# Jeanine Moulin
Jeanine Moulin-Rozenblat (Brussel, 10 april 1912 - Brussel, 18 november 1998) was een Belgisch letterkundige en schrijver, dichter.

## Biografie
Zij werd geboren in een gezin dat in 1907 vanuit Polen naar Brussel was geëmigreerd. Haar moeder was schrijver, haar vader musicus. Zij bewogen zich in een artistiek milieu, waar onder meer ook Franz Hellens, André Baillon, Karel van de Woestijne en Joseph Roth deel van uitmaakten.

### Letterkunde
Moulin studeerde Romaanse filologie aan de Universiteit van Brussel. Na haar afstuderen (1932) schreef ze in 1937 een dissertatie omtrent haar promotieonderzoek over de Franse dichter en schrijver Gérard de Nerval. Twee jaar nadien publiceerde Moulin een gids bij de poëzie van Guillaume Apollinaire. Zij stond bekend om haar scherpe analyses.
Als gevestigd academicus publiceerde Moulin literaire studies en redigeerde ze verschillende poëzieverzamelbundels. Bovendien doceerde zij aan diverse universiteiten. Met La Poésie féminine, een omvangrijke anthologie van poëzie geschreven door vrouwen vanaf de twaalfde tot en met de twintigste eeuw, verdiende zij in 1967 de Prix Valentine-de-Wolmar van de Académie française. Tevens schreef zij artikelen voor onder meer Le Figaro littéraire. Moulin specialiseerde zich in ‘vrouwenliteratuur’.
Op 13 november 1976 werd Moulin verkozen in de Académie royale de langue et de littérature française de Belgique.

### Poëzie
Moulin zelf debuteerde in 1947 met de dichtbundel Jeux et Tourments; er zouden negen bundels volgen. Moulins verbeeldingskracht in haar eigen poëzie is door critici geroemd. Claire-Anne Magnes bracht het lyrische en de muzikaliteit daarvan onder de aandacht. Volgens de Belgische poëet Guy Goffette is haar werk te vergelijken met "een brandend vuur", met name in het gebruik van licht en metaforen.

### Privéleven
Zij huwde socioloog en schrijver Léo Moulin, die na de Tweede Wereldoorlog hoogleraar sociologie werd aan de Katholieke Universiteit Leuven en aan de Universiteit Namen. Hun zoon Marc Moulin werd jazzmuzikant en componist.

## Werken
studies
- Les Chimères de Gérard de Nerval (1937)[a]
- Manuel poétique d'Apollinaire (1939)[b]
- Marceline Desbordes-Valmore (1955)[c]
- Textes inédits de Guillaume Apollinaire (1955)[d]
- La Poésie féminine (1963)
- Huit siècles de poésie féminine (1975)
- Fernand Crommelynck ou le théâtre du paroxysme (1978)

bloemlezingen
- La Poésie féminine, du XIIe au XIXe siècle (1966)

poëzie
- Jeux et Tourments ( 1947)
- Feux sans joie (1957)
- Rue Chair et Pain (1961)
- La Pierre à feux (1968)
- Les Mains nues (1971)
- Musée des objets perdus (1982)
- La Craie des songes (1986)
- De pierre et de songe (1991)

- Bibsys: 90794410
- Biblioteca Nacional de España: XX1402258
- Bibliothèque nationale de France: cb119170431 (data)
- Gemeinsame Normdatei: 1193094321
- International Standard Name Identifier: 0000 0001 1019 9672
- Library of Congress Control Number: n85364244
- Nationale bibliotheek van Australië: 35366016
- Nationale Bibliotheek van Israël: 987007278756505171
- Nederlandse Thesaurus van Auteursnamen: 068284349
- Système universitaire de documentation: 02704050X
- Trove: 927133
- Virtual International Authority File: 2474721
- WorldCat: E39PBJk4BY6DdD8hXHqT9kM9Dq